# Trentepohlia subquadrata
Trentepohlia subquadrata är en tvåvingeart som beskrevs av Edwards 1926. Trentepohlia subquadrata ingår i släktet Trentepohlia och familjen småharkrankar. Inga underarter finns listade i Catalogue of Life.